# Temporada 2005-2006 del FC Barcelona (femení)
La temporada 2005-06 és la 18a en la història del Futbol Club Barcelona, i la 10a temporada del club en la màxima categoria del futbol espanyol.

## Desenvolupament de la temporada
Les jugadores queden vuitenes a la Superlliga i aconsegueixen classificar-se per primer cop a la Copa de la Reina com a secció oficial, on arribaran fins als quarts de final.
A la primera edició de la Copa Catalunya queden subcampiones perdent la final contra el Reial Club Deportiu Espanyol.

## Jugadores i cos tècnic

### Plantilla
La plantilla i el cos tècnic del primer equip per a l'actual temporada són els següents:
| N. | Pos. | Nac. | Jugador                  |
| -- | ---- | --- | ------------------------ |
| —  | POR  | [[Fitxer:Flag of Catalonia.svg\|23x15px\|border \|alt=Catalunya\|link=Selecció de futbol de Catalunya\|{{#if:\|]]               | Marina Marimon           |
| —  | POR  | [[Fitxer:Flag of Catalonia.svg\|23x15px\|border \|alt=Catalunya\|link=Selecció de futbol de Catalunya\|{{#if:\|]]               | Cristina Molina          |
| —  | DEF  | [[Fitxer:Flag of Catalonia.svg\|23x15px\|border \|alt=Catalunya\|link=Selecció de futbol de Catalunya\|{{#if:\|]]               | Ana María Escribano      |
| —  | DEF  | [[Fitxer:Flag of Catalonia.svg\|23x15px\|border \|alt=Catalunya\|link=Selecció de futbol de Catalunya\|{{#if:\|]]               | Sarai Lucha              |
| —  | DEF  | [[Fitxer:Flag of Catalonia.svg\|23x15px\|border \|alt=Catalunya\|link=Selecció de futbol de Catalunya\|{{#if:\|]]               | Sheila Sanchón           |
| —  | DEF  | [[Fitxer:Flag of Extremadura with COA.svg\|23x15px\|border \|alt=Extremadura\|link=Selecció de futbol d'Extremadura\|{{#if:\|]] | Ana Belén Fuertes "Kaki" |
| —  | DEF  | [[Fitxer:Flag of Spain.svg\|23x15px\|border \|alt=Espanya\|link=Selecció de futbol d'Espanya\|{{#if:\|]]                        | Melanie Serrano          |
| —  | DEF  | [[Fitxer:Flag of Catalonia.svg\|23x15px\|border \|alt=Catalunya\|link=Selecció de futbol de Catalunya\|{{#if:\|]]               | Verónica Navarro         |
| —  | DEF  | [[Fitxer:Flag of Catalonia.svg\|23x15px\|border \|alt=Catalunya\|link=Selecció de futbol de Catalunya\|{{#if:\|]]               | Mireia Chico             |
| —  | MIG  | [[Fitxer:Flag of Catalonia.svg\|23x15px\|border \|alt=Catalunya\|link=Selecció de futbol de Catalunya\|{{#if:\|]]               | Alba Mena                |
| —  | MIG  | [[Fitxer:Flag of Catalonia.svg\|23x15px\|border \|alt=Catalunya\|link=Selecció de futbol de Catalunya\|{{#if:\|]]               | Paulina Ferré            |

| N. | Pos. | Nac. | Jugador           |
| -- | ---- | --- | ----------------- |
| —  | MIG  | [[Fitxer:Flag of Catalonia.svg\|23x15px\|border \|alt=Catalunya\|link=Selecció de futbol de Catalunya\|{{#if:\|]]                              | Berta Carles      |
| —  | MIG  | [[Fitxer:Flag of Andalucía.svg\|23x15px\|border \|alt=Andalusia\|link=Selecció de futbol d'Andalusia\|{{#if:\|]]                               | Alba Vilas        |
| —  | MIG  | [[Fitxer:Flag of Catalonia.svg\|23x15px\|border \|alt=Catalunya\|link=Selecció de futbol de Catalunya\|{{#if:\|]]                              | Goretti Donaire   |
| —  | MIG  | [[Fitxer:Flag of Catalonia.svg\|23x15px\|border \|alt=Catalunya\|link=Selecció de futbol de Catalunya\|{{#if:\|]]                              | Raquel Cabezón    |
| —  | MIG  | [[Fitxer:Flag of the Valencian Community (2x3).svg\|23x15px\|border \|alt=País Valencià\|link=Selecció de futbol del País Valencià\|{{#if:\|]] | Silvia Monje      |
| —  | MIG  | [[Fitxer:Flag of Catalonia.svg\|23x15px\|border \|alt=Catalunya\|link=Selecció de futbol de Catalunya\|{{#if:\|]]                              | Desiree Moya      |
| —  | MIG  | [[Fitxer:Flag of Catalonia.svg\|23x15px\|border \|alt=Catalunya\|link=Selecció de futbol de Catalunya\|{{#if:\|]]                              | Gemma Quer        |
| —  | DAV  | [[Fitxer:Flag of Mexico.svg\|23x15px\|border \|alt=Mèxic\|link=Selecció de futbol de Mèxic\|{{#if:\|]]                                         | Patty Pérez       |
| —  | DAV  | [[Fitxer:Flag of Catalonia.svg\|23x15px\|border \|alt=Catalunya\|link=Selecció de futbol de Catalunya\|{{#if:\|]]                              | Judith Acedo      |
| —  | DAV  | [[Fitxer:Flag of Mexico.svg\|23x15px\|border \|alt=Mèxic\|link=Selecció de futbol de Mèxic\|{{#if:\|]]                                         | Maribel Domínguez |
| —  | DAV  | [[Fitxer:Flag of Catalonia.svg\|23x15px\|border \|alt=Catalunya\|link=Selecció de futbol de Catalunya\|{{#if:\|]]                              | Laia Ramón        |

FC Barcelona Femení B
| N. | Pos. | Nac. | Jugador       |
| -- | ---- | --- | ------------- |
| —  | DEF  | [[Fitxer:Flag of Catalonia.svg\|23x15px\|border \|alt=Catalunya\|link=Selecció de futbol de Catalunya\|{{#if:\|]] | Esther Romero |

#### Altes
Goretti Donaire, Sarai Lucha, Mireia Chico, Paulina Ferré, Raquel Cabezón, Patty Pérez i Silvia Monje.

#### Baixes
María José Pons "Mariajo", Carla Tomàs, Margalida Mas, Elia Giménez, Adriana Martín, Simona Vintilă i Zaida González.

### Cos tècnic
- Entrenadora:  Natalia Astrain

## Partits
Victòria       Empat       Derrota

### Copa Catalunya
| 26 d'agost de 2005 | FC Barcelona (femení)    | 2-0   | Centre d'Esports Sabadell Futbol Club (femení) | Barcelona, Catalunya     |  |
| Semifinal          | 1-0 Paulina, 2-0 Maribel | [ 2 ] |                                                | Nou Sardenya Catalunya · |  |

| 28 d'agost de 2005 | FC Barcelona (femení) | 0-1   | RCD Espanyol (femení) | Barcelona, Catalunya     |  |
| Final              |                       | [ 2 ] | 0-1 Carolina Miranda  | Nou Sardenya Catalunya · |  |

### Lliga
| 11 de setembre de 2005 | FC Barcelona (femení)                     | 2-2 | AD Torrejón Club de Fútbol (femení) | Barcelona, Catalunya                    |  |
| Jornada 1              | 1-0 Patty Pérez 75' (p.), 2-0 Goretti 85' |     |                                     | Camps Annexes al Miniestadi Catalunya · |  |

| 18 de setembre de 2005 | Rayo Vallecano (femení) | 1-1 | FC Barcelona (femení) | Madrid, Comunitat de Madrid                                               |  |
| Jornada 2              | 1-0 Soni 18'            |     | 1-1 Maribel 19'       | Nuestra Señora de la Torre Comunitat de Madrid · José Miguel Villanueva · |  |

| 25 de setembre de 2005 | FC Barcelona (femení)                                    | 3-2 | Oviedo Moderno             | Barcelona, Catalunya                                  |  |
| Jornada 3              | 1-1 Patty Pérez 39', 2-2 Monje 91', 3-2 Goretti 94' (p.) |     | 0-1 Peque 12', 1-2 Eli 56' | Camps Annexes al Miniestadi Catalunya · Vico Moreno · |  |

| 2 d'octubre de 2005 | CD Híspalis (femení)                       | 3-3 | FC Barcelona (femení)                            | Sevilla, Andalusia                                                         |  |
| Jornada 4           | 1-0 Willy 14', 2-0 Avión 17', 3-0 Auxi 34' |     | 3-1 Patty Pérez 61', 3-2 Ani 87', 3-3 Sheila 89' | Ciudad Deportiva José Ramón Cisneros Palacios Andalusia · Antonio Santos · |  |

| 9 d'octubre de 2005 | FC Barcelona (femení) | 0-3 | Reial Club Deportiu Espanyol de Barcelona           | Barcelona, Catalunya                           |  |
| Jornada 5           |                       |     | 0-1 Carol 45', 0-2 Torrejón 71', 0-3 Marta Cubí 82' | Miniestadi Catalunya · Celso Capdequí Blanch · |  |

| 16 d'octubre de 2005 | Sociedad Deportiva Lagunak (femení)         | 3-1 | FC Barcelona (femení) | Barañáin, Navarra                                 |  |
| Jornada 6            | 1-1 Profi 61', 2-1 Laura 75', 3-1 Laura 85' |     | 0-1 Patty Pérez 55'   | Servicio Municipal Lagunak Navarra · Erro Paris · |  |

| 23 d'octubre de 2005 | FC Barcelona (femení) | Descansa (equip retirat) | Centre d'Esports Sabadell Futbol Club (femení) |  |  |
| Jornada 7            |                       |                          |                                                |  |  |

| 13 de novembre de 2005 | Club de Fútbol Femenino Irex Puebla | 2-0 | FC Barcelona (femení) | Puebla de la Calzada, Extremadura               |  |
| Jornada 8              | 1-0 Conchi 12', 2-0 Conchi 31'      |     |                       | Municipal Extremadura · Paloma Quintero Siles · |  |

| 20 de novembre de 2005 | FC Barcelona (femení) | 0-2 | Athletic Club de Bilbao (femení) | Barcelona, Catalunya                          |  |
| Jornada 9              |                       |     | 0-1 Vanessa 30', 0-2 Iraia 66'   | Miniestadi Catalunya · David Miranda Torres · |  |

| 27 de novembre de 2005 | Gijón FF          | 1-5 | FC Barcelona (femení)                                                     | Gijón, Astúries                                      |  |
| Jornada 10             | 1-5 Nuria 87' (p) |     | 0-1 Pau 5', 0-2 Raquel 30', 0-3 Maribel 45', 0-4 Goretti 75', 0-5 Pau 77' | Campos de la Federación Astúries · García González · |  |

| 4 de desembre de 2005 | FC Barcelona (femení)                                    | 3-0 | Zaragoza Club de Fútbol Femenino | Barcelona, Catalunya                                     |  |
| Jornada 11            | 1-0 Goretti 20', 2-0 Patty Pérez 65', 3-0 Alba Vilas 82' |     |                                  | Camps Annexes al Miniestadi Catalunya · Jiménez Acosta · |  |

| 8 de desembre de 2005 | Llevant Unió Esportiva (femení) | 1-0 | FC Barcelona (femení) | València, Comunitat Valenciana                                     |  |
| Jornada 12            | 1-0 Pepa Crespo 43'             |     |                       | Poliesportiu de Nazaret Comunitat Valenciana · Óscar Ruiz García · |  |

| 11 de desembre de 2005 | FC Barcelona (femení)                         | 3-3 | Estudiantes de Huelva                                  | Barcelona, Catalunya                                                   |  |
| Jornada 13             | 1-1 Raquel 14', 2-3 Laia 50', 3-3 Maribel 60' |     | 0-1 Mari Jose 4', 1-2 Mari Jose 25', 1-3 Mari Jose 34' | Camps Annexes al Miniestadi Catalunya · José Emilio Sánchez Aparicio · |  |

| 18 de desembre de 2005 | AD Torrejón Club de Fútbol (femení)    | 2-3 | FC Barcelona (femení)                            | Torrejón de Ardoz, Comunitat de Madrid                       |  |
| Jornada 14             | 1-1 Marta Mata 44', 2-1 Marta Mata 56' |     | 0-1 Maribel 27', 2-2 Raquel 66', 2-3 Maribel 90' | Camp Las Veredillas Comunitat de Madrid · Roberto San José · |  |

| 8 de gener de 2006 | FC Barcelona (femení) | 1-3 | Rayo Vallecano (femení)                                   | Barcelona, Catalunya                                   |  |
| Jornada 15         | 1-1 Laia 42'          |     | 0-1 Soni 15', 1-2 Marina 49', 1-3 Natalia Pablos 81' (p.) | Camps Annexes al Miniestadi Catalunya · García Casas · |  |

| 15 de gener de 2006 | Oviedo Moderno                    | 2-3 | FC Barcelona (femení)                             | Oviedo, Astúries                                   |  |
| Jornada 16          | 1-3 Lore 69', 2-3 Sheila 95' (pp) |     | 0-1 Maribel 21', 0-2 Patty Pérez 49', 0-3 Pau 56' | Manuel Díaz Vega Astúries · Daniel Díaz Iglesias · |  |

| 29 de gener de 2006 | FC Barcelona (femení) | 0-1 | CD Híspalis (femení) | Barcelona, Catalunya                                     |  |
| Jornada 17          |                       |     | 0-1 Avión 49'        | Camps Annexes al Miniestadi Catalunya · Sánchez Barbas · |  |

| 5 de febrer de 2006 | RCD Espanyol (femení) | 7-1 | FC Barcelona (femení) | Sant Adrià del Besòs, Catalunya                         |  |
| Jornada 18          | 1-0 Adriana 7', 2-0 Marta Cubí 19', 3-1 Adriana 23', 4-1 Carol 52', 5-1 Sara Serna 85', 6-1 Laura 87', 7-1 Sara Serna 89' |     | 2-1 Patty Pérez 20'   | Ciutat Esportiva de Sant Adrià Catalunya · Jerez Riba · |  |

| 12 de febrer de 2006 | FC Barcelona (femení)           | 2-3 | Sociedad Deportiva Lagunak (femení)         | Barcelona, Catalunya                                            |  |
| Jornada 19           | 1-3 Raquel 88', 2-3 Maribel 90' |     | 0-1 Helen 24', 0-2 Laura 48', 0-3 Profi 71' | Camps Annexes al Miniestadi Catalunya · Francisco Oliva Bueno · |  |

| 19 de febrer de 2006 | Centre d'Esports Sabadell Futbol Club (femení) | Descansa (equip retirat) | FC Barcelona (femení) |  |  |
| Jornada 20           |                                                |                          |                       |  |  |

| 26 de febrer de 2006 | FC Barcelona (femení)               | 2-3 | Club de Fútbol Femenino Irex Puebla        | Barcelona, Catalunya                                     |  |
| Jornada 21           | 1-1 Raquel 43', 2-1 Patty Pérez 77' |     | 0-1 Lali 42', 2-2 Lali 84', 2-3 Conchi 91' | Camps Annexes al Miniestadi Catalunya · Sánchez Barbas · |  |

| 5 de març de 2006 | Athletic Club de Bilbao (femení)                       | 3-0 | FC Barcelona (femení) | Barakaldo, País Basc                          |  |
| Jornada 22        | 1-0 Itziar 9', 2-0 Irune Murua 52', 3-0 Olabarrieta 57 |     |                       | Estadi de Lasesarre País Basc · Lotina Díaz · |  |

| 13 de març de 2006 | FC Barcelona (femení)        | 2-1 | Gijón FF       | Barcelona, Catalunya                                      |  |
| Jornada 23         | 1-0 Laia 34', 2-0 Judith 48' |     | 2-1 Úrsula 64' | Camps Annexes al Miniestadi Catalunya · Company Jiménez · |  |

| 19 de març de 2006 | Zaragoza Club de Fútbol Femenino | 0-1 | FC Barcelona (femení) | Saragossa, Aragó                                                 |  |
| Jornada 24         |                                  |     | 0-1 Judith 80'        | Campo Municipal de Fútbol de La Azucarera Aragó · Máximo Marín · |  |

| 2 d'abril de 2006 | FC Barcelona (femení) | 0-3 | Llevant Unió Esportiva (femení)                        | Barcelona, Catalunya                                        |  |
| Jornada 25        |                       |     | 0-1 Grazielle 6', 0-2 Grazielle 24', 0-3 Grazielle 52' | Camps Annexes al Miniestadi Catalunya · Fernando Martínez · |  |

| 9 d'abril de 2006 | Estudiantes de Huelva | 0-3 per incompareixença de l'equip local | FC Barcelona (femení) | La Palma del Condado, Andalusia                              |  |
| Jornada 26        |                       |                                          |                       | Municipal de La Palma del Condado Andalusia · Núñez García · |  |

Copa de la Reina
| 7 de maig de 2006 | Llevant Unió Esportiva (femení) | 1-0 | FC Barcelona (femení) | Catarroja, Comunitat Valenciana                                  |  |
| 1/4 final anada   | 1-0 Ruth 64'                    |     |                       | Estadi Mundial 82 (Catarroja) Comunitat Valenciana · Ros Calvo · |  |

| 14 de maig de 2006 | FC Barcelona (femení) | 0-3 | Llevant Unió Esportiva (femení)                         | Barcelona, Catalunya                                 |  |
| 1/4 final tornada  |                       |     | 0-1 Ruth 5', 0-2 Laura del Río 46', 0-3 Pepa Crespo 49' | Camps Annexes al Miniestadi Catalunya · Ochoa Díez · |  |